# Монтаньес, Альберт
Альберт Монта́ньес Рока (исп. Albert Montañés Roca; род. 26 ноября 1980 года, Сан-Карлосе-де-ла-Рапита, Испания) — испанский профессиональный теннисист; победитель 8 турниров АТР (6 — в одиночном разряде).

## Общая информация
Альберт — средний из трёх сыновей Элодии и Хуана Франсиско Монтаньесов; его братьев зовут Хонатан и Фран.
Альберт играет в теннис с шести лет. Любимое покрытие испанца — грунт, лучший удар — форхенд.

## Спортивная карьера
В 1999 году выиграл свой первый турнир Futures. На следующий год в Праге выиграл свой первый турнир класса ATP Challenger.
В 2001 году сначала дошёл до третьего круга на Открытого чемпионата Франции, а затем до финала турнира АТР в Бухаресте, где во втором круге победил двадцатую ракетку мира Альберта Портаса. Закончил сезон в числе ста лучших теннисистов мира.
В 2002 году Монтаньес одерживает первую в карьере победу над игроком первой десятки рейтинга: он взял верх над второй ракеткой мира Густаво Куэртеном на турнире Мастерс в Риме. Он также снова доходит до третьего круга на Открытом чемпионате Франции. На следующий год он также добился одной победы над представителем первой десятки рейтинга, победив восьмую ракетку мира Райнера Шуттлера в «челленджере» в Брауншвейге.
В апреле 2004 года Монтаньес последовательно выходит в финал турнира серии ATP International в Валенсии, а затем в полуфинал более престижного турнира серии ATP Gold в Барселоне. В 2005 году он впервые в карьере доходит до финала турнира уровня ATP Gold в Акапулько, где проигрывает Рафаэлю Надалю.
В 2007 году Монтаньес после выхода в финал турнира в Касабланке впервые входит в число 50 сильнейших теннисистов мира. Он также совершает прорыв в первую сотню в парном разряде, трижды за январь и февраль выйдя в финал грунтовых турниров в Латинской Америке вместе со своим соотечественником Рубеном Рамиресом-Идальго. При этом в турнире в Буэнос-Айресе они обыгрывают одну из сильнейших пар мира, чехов Визнера и Длоугого.
В начале 2008 года Монтаньес снова добивается успехов в парном разряде, второй год подряд выйдя в финал турнира в Баие (Бразилия), а затем победив в Касабланке. В июле в Амерсфорте (Нидерланды) он выигрывает и свой первый турнир АТР в одиночном разряде. За 2009 год он добавил к этому титулу ещё два, в Оэйраше и Бухаресте, а к списку побеждённых им игроков первой десятки прибавился Жиль Симон (на момент игры восьмая ракетка мира).
В начале января 2010 года в Дохе Монтаньес выиграл свой второй турнир в парах; его партнёром также был испанец Гильермо Гарсия-Лопес. В первом круге они победили вторую пару мира Ненада Зимонича и Даниэля Нестора. После этого он второй раз подряд победил в Оэйраше, пройдя в полуфинале первую ракетку мира Роджера Федерера. До этого в Монте-Карло он победил девятую ракетку мира Марина Чилича. В июле в Штутгарте он завоевал свой пятый титул в одиночном разряде и к августу достиг 22-го места в рейтинге АТР. Он закончил год на 25-й позиции, но в 2011 году не смог удержаться в элите и, только один раз за год добравшись до финала турнира АТР, завершил следующий сезон за пределами Top-50, а в парном разряде, где его результаты были ещё хуже, — в третьей сотне рейтинга. Та же тенденция продолжалась на следующий год, большую часть которого Монтаньес провёл в «челленджерах». Хотя за год ему удалось обыграть двух соперников из Top-50, сам он с трудом удержался к концу сезона в первой сотне рейтинга, в которую вернулся незадолго до конца, за счёт победы в «челленджере» в испанской Марбелье. Это был его худший финиш в сезоне с 2004 года.
В начале 2013 года Монтаньес всё ещё продолжал выступать неровно, то обыгрывая соперников, находящихся в рейтинге на 30-40 мест выше себя, то проигрывая уже в первом круге. В мае он, находясь на 82-м месте в рейтинге, был в последний момент включён в основную сетку турнира в Ницце и неожиданно выиграл его, продвинувшись в результате вверх в иерархии сразу на 34 ступени. В дальнейшем ему удалось дойти до четвертьфинала в Умаге (после победы над Ришаром Гаске — девятой ракеткой мира) и полуфинала в Кицбюэле, но начиная с Открытого чемпионата США и до конца года он не выиграл ни одного матча в турнирах АТР, финишировав на 63-м месте. На следующий год Монтаньес также показал свой лучший результат сезона в Ницце, но на сей раз проиграл уже в полуфинале 19-й ракетке мира Эрнесту Гулбису. Помимо этого, на его счету были выход в четвертьфинал турнира АТР в Сан-Паулу и выигрыш «челленджера» в Корденонсе (Италия), но в целом сезон, в течение которого Монтаньес несколько раз снимался с турниров из-за травм, получился смазанным, принеся в турнирах АТР больше поражений, чем побед, и Альберт закончил его за пределами первой сотни рейтинга. Ещё более неудачным был 2015 год, за который Монтаньес только дважды доходил до четвертьфинала в турнирах АТР (в начале сезона в Кито, а позже в Кицбюэле, где стартовал с квалификационного турнира), а в «челленджерах» трижды проигрывал в финалах. Только в Кито и Кицбюэле ему удалось по одному разу одолеть соперников из первой сотни рейтинга, и в итоге он закончил этот год, как и предыдущий, за её пределами. В 2016 году Монтаньесу временно удалось вернуться в первую сотню после выхода в полуфинал в Марракеше и третий круг в Барселоне, но поражение на старте Открытого чемпионата снова отбросило его за её пределы. После поражения во втором круге Открытого чемпионата Барселоны в апреле 2017 года Монтаньес объявил о завершении 20-летней игровой карьеры.

## Рейтинг на конец года
| Год  | Одиночный рейтинг | Парный рейтинг |
| 2016 | 164               | 730            |
| 2015 | 116               | 417            |
| 2014 | 108               | 807            |
| 2013 | 63                | 570            |
| 2012 | 96                |                |
| 2011 | 53                | 276            |
| 2010 | 25                | 141            |
| 2009 | 31                | 109            |
| 2008 | 45                | 102            |
| 2007 | 46                | 89             |
| 2006 | 85                | 233            |
| 2005 | 71                | 670            |
| 2004 | 99                | 318            |
| 2003 | 81                | 309            |
| 2002 | 78                | 1220           |
| 2001 | 65                | 1207           |
| 2000 | 174               | 1009           |
| 1999 | 296               | 933            |
| 1998 | 790               |                |

По данным официального сайта ATP на последнюю неделю года.

## Выступления на турнирах

### Финалы турнировATPв одиночном разряде (11)

#### Победы (6)
| Титулы (до/после 2009)               |
| ------------------------------------ |
| Турниры Большого Шлема (0*)          |
| Кубок Мастерс / Финал ATP-тура (0)   |
| Олимпийские игры (0)                 |
| ATP Masters 1000 (0)                 |
| ATP International Gold / ATP 500 (0) |
| ATP International / ATP 250 (6+2)    |

| Титулы по покрытиям | Титулы по месту проведения матчей турнира |
| ------------------- | ----------------------------------------- |
| Хард (0+1*)         | Зал (0)                                   |
| Грунт (6+1)         | Зал (0)                                   |
| Трава (0)           | Открытый воздух (6+2)                     |
| Ковёр (0)           | Открытый воздух (6+2)                     |

* количество побед в одиночном разряде + количество побед в парном разряде.
| №  | Дата             | Турнир                 | Покрытие | Соперник в финале | Счёт            |
| 1. | 20 июля 2008     | Амерсфорт, Нидерланды  | Грунт    | Стив Дарси        | 1-6 7-5 6-3     |
| 2. | 10 мая 2009      | Оэйраш, Португалия     | Грунт    | Джеймс Блейк      | 5-7 7-6(6) 6-0  |
| 3. | 27 сентября 2009 | Бухарест, Румыния      | Грунт    | Хуан Монако       | 7-6(2) 7-6(6)   |
| 4. | 9 мая 2010       | Оэйраш, Португалия (2) | Грунт    | Фредерику Жил     | 6-2 6-7(4) 7-5  |
| 5. | 18 июля 2010     | Штутгарт, Германия     | Грунт    | Гаэль Монфис      | 6-2 2-1 — отказ |
| 6. | 25 мая 2013      | Ницца, Франция         | Грунт    | Гаэль Монфис      | 6-0 7-6(3)      |

#### Поражения (5)
| №  | Дата             | Турнир              | Покрытие | Соперник в финале | Счёт          |
| 1. | 16 сентября 2001 | Бухарест, Румыния   | Грунт    | Юнес эль-Айнауи   | 6-7(5) 6-7(2) |
| 2. | 18 апреля 2004   | Валенсия, Испания   | Грунт    | Фернандо Вердаско | 6-7(5) 3-6    |
| 3. | 27 февраля 2005  | Акапулько, Мексика  | Грунт    | Рафаэль Надаль    | 1-6 0-6       |
| 4. | 29 апреля 2007   | Касабланка, Марокко | Грунт    | Поль-Анри Матьё   | 1-6 1-6       |
| 5. | 6 августа 2011   | Кицбюэль, Австрия   | Грунт    | Робин Хаасе       | 4-6 6-4 1-6   |

### Финалы челленджеров и фьючерсов в одиночном разряде (26)

#### Победы (13)
| Титулы           |
| Челленджеры (8*) |
| Фьючерсы (5)     |

| Титулы по покрытиям | Титулы по месту проведения матчей турнира |
| ------------------- | ----------------------------------------- |
| Хард (0*)           | Зал (0)                                   |
| Грунт (13)          | Зал (0)                                   |
| Трава (0)           | Открытый воздух (13)                      |
| Ковёр (0)           | Открытый воздух (13)                      |

* количество побед в одиночном разряде.
| №   | Дата            | Турнир                 | Покрытие | Соперник в финале         | Счёт              |
| 1.  | 11 июля 1999    | Эльче, Испания         | Грунт    | Горка Фрайле              | 6-1 6-4           |
| 2.  | 24 октября 1999 | Барселона, Испания     | Грунт    | Хоакин Муньос-Эрнандес    | 6-3 7-5           |
| 3.  | 12 марта 2000   | Бадалона, Испания      | Грунт    | Рубен Рамирес Идальго     | 6-4 6-3           |
| 4.  | 30 апреля 2000  | Алжир, Алжир           | Грунт    | Юрий Щукин                | 6-0 6-3           |
| 5.  | 7 мая 2000      | Алжир, Алжир           | Грунт    | Василис Мазаракис         | 6-1 6-1           |
| 6.  | 13 августа 2000 | Прага, Чехия           | Грунт    | Филиппо Воландри          | 6-1 6-1           |
| 7.  | 2 сентября 2001 | Фройденштадт, Германия | Грунт    | Виктор Ханеску            | 6-0 6-3           |
| 8.  | 12 июня 2005    | Лугано, Швейцария      | Грунт    | Флавиу Саретта            | 7-5 6-7(4) 7-6(5) |
| 9.  | 13 августа 2006 | Сан-Марино             | Грунт    | Серхио Ройтман            | 7-6(5) 6-7(5) 6-3 |
| 10. | 12 апреля 2008  | Монца, Италия          | Грунт    | Альберто Мартин           | 3-6 7-6(1) 6-3    |
| 11. | 9 сентября 2012 | Генуя, Италия          | Грунт    | Томми Робредо             | 6-4 6-1           |
| 12. | 18 ноября 2012  | Марбелья, Испания      | Грунт    | Даниэль Муньос-де ла Нава | 3-6 6-2 6-3       |
| 13. | 17 августа 2014 | Корденонс, Италия      | Грунт    | Потито Стараче            | 6-2 6-4           |

#### Поражения (13)
| №   | Дата             | Турнир                  | Покрытие | Соперник в финале                   | Счёт              |
| 1.  | 30 мая 1999      | Таррагона, Испания      | Грунт    | Мануэль-Анхель Сала-Мартин де Руэда | 4-6 1-6           |
| 2.  | 13 июня 1999     | Мадрид, Испания         | Грунт    | Педро Кановас-Гарсия                | 6-7 5-7           |
| 3.  | 5 сентября 1999  | Сантандер, Испания      | Грунт    | Томми Робредо                       | 6-3 6-7(3) 3-6    |
| 4.  | 25 июня 2000     | Нуази-ле-Гран, Франция  | Грунт    | Клеменс Триммель                    | 1-6 6-7(5)        |
| 5.  | 20 мая 2001      | Загреб, Хорватия        | Грунт    | Хакобо Диас-Руис                    | 6-7(5) 6-3 2-6    |
| 6.  | 24 мая 2003      | Прага, Чехия            | Грунт    | Шенг Схалкен                        | 6-1 1-6 4-6       |
| 7.  | 11 октября 2003  | Барселона, Испания      | Грунт    | Альберт Портас                      | 4-6 4-6           |
| 8.  | 8 октября 2005   | Рим, Италия             | Грунт    | Хуан-Антонио Марин                  | 2-6 6-7(6)        |
| 9.  | 16 июля 2006     | Схевенинген, Нидерланды | Грунт    | Гильермо Гарсия-Лопес               | 6-0 3-6 4-6       |
| 10. | 12 августа 2007  | Сан-Марино              | Грунт    | Потито Стараче                      | 4-6 6-7(5)        |
| 11. | 21 сентября 2008 | Щецин, Польша           | Грунт    | Флоран Серра                        | 4-6 3-6           |
| 12. | 12 июля 2009     | Схевенинген, Нидерланды | Грунт    | Кристоф Влиген                      | 2-4 — отказ       |
| 13. | 17 июня 2012     | Монца, Италия           | Грунт    | Даниэль Химено-Травер               | 2-6 6-4 4-6       |
| 14. | 7 июня 2015      | Фюрт, Германия          | Грунт    | Таро Даниэль                        | 3-6 0-6           |
| 15. | 13 июня 2015     | Прага, Чехия            | Грунт    | Норберт Гомбош                      | 6-7(5) 7-5 6-7(2) |
| 16. | 5 июля 2015      | Падуя, Италия           | Грунт    | Андрей Мартин                       | 6-0 4-6 6-7(6)    |

### Финалы турнировATPв парном разряде (6)

#### Победы (2)
| №  | Дата          | Турнир              | Покрытие | Партнёр               | Соперники в финале              | Счёт    |
| 1. | 24 мая 2008   | Касабланка, Марокко | Грунт    | Сантьяго Вентура      | Тодд Перри Джеймс Серретани     | 6-1 6-2 |
| 2. | 8 января 2010 | Доха, Катар         | Хард     | Гильермо Гарсия-Лопес | Михал Мертиняк Франтишек Чермак | 6-4 7-5 |

#### Поражения (4)
| №  | Дата            | Турнир                        | Покрытие | Партнёр               | Соперники в финале             | Счёт           |
| 1. | 4 февраля 2007  | Винья-дель-Мар, Чили          | Грунт    | Рубен Рамирес Идальго | Пауль Капдевиль Оскар Эрнандес | 6-4 4-6 [6-10] |
| 2. | 18 февраля 2007 | Коста-ду-Сауипе, Бразилия     | Грунт    | Рубен Рамирес Идальго | Павел Визнер Лукаш Длоуги      | 2-6 6-7(4)     |
| 3. | 25 февраля 2007 | Буэнос-Айрес, Аргентина       | Грунт    | Рубен Рамирес Идальго | Мартин Гарсия Себастьян Прието | 4-6 2-6        |
| 4. | 17 февраля 2008 | Коста-ду-Сауипе, Бразилия (2) | Грунт    | Сантьяго Вентура      | Марсело Мело Андре Са          | 6-4 2-6 [7-10] |

### Финалы челленджеров и фьючерсов в парном разряде (3)

#### Поражения (3)
| №  | Дата           | Турнир               | Покрытие | Партнёр               | Соперники в финале                         | Счёт            |
| 1. | 6 июня 1999    | Таррагона, Испания   | Грунт    | Хорди Фернандес-Рубио | Хавьер Гарсия-Синтес Карлос Мартинес-Комет | 1-6 5-7         |
| 2. | 30 апреля 2000 | Алжир, Алжир         | Грунт    | Карлос Рексач-Итоис   | Педро Ньето-Орельяна Хавьер Перес-Васкес   | 1-6 0-2 — отказ |
| 3. | 22 июня 2003   | Брауншвейг, Германия | Грунт    | Хуан-Игнасио Карраско | Себастьян Прието Джим Томас                | 6-4 1-6 4-6     |